# ロッカ・デ・ジョルジ
ロッカ・デ・ジョルジ（伊: Rocca de' Giorgi）は、イタリア共和国ロンバルディア州パヴィーア県にある、人口約100人の基礎自治体（コムーネ）。

## 地理

### 位置・広がり

#### 隣接コムーネ
隣接するコムーネは以下の通り。
- コッリ・ヴェルディ (カネヴィーノ, ルイーノ)
- モンタルト・パヴェーゼ
- モンテカルヴォ・ヴェルシッジャ

### 気候分類・地震分類
気候分類では、zona E, 2745 GGに分類される。
また、イタリアの地震リスク階級 (it) では、zona 3 (sismicità bassa) に分類される
。

## 行政

### 分離集落
ロッカ・デ・ジョルジには、以下の分離集落（フラツィオーネ）がある。
- Cerchiara-Cuccagna, Vallorsa, Villa Fornace (sede comunale)